# Ikebana
Az ikebana a hagyományos japán virágrendezés művészete, szó szerinti jelentése ”életben tartott virágok” (japánul: 生花).

## Kezdetek
Az ikebana elődje, a tatebana születése
Josimicu sógun uralkodása alatt (1367–1395) a virágünnep, vagyis hanagjókai ismét virágkorát élte. A hanagjókai-ban a virágok mellett nagyobb szerep jutott a vázáknak is. Ezek a korabeli vázák a Tang-kori (618-907) Kínából származtak, a virágdíszítés szokása összefonódott a kínai eredetű tanebata, évenként megrendezett ünnepséggel. 

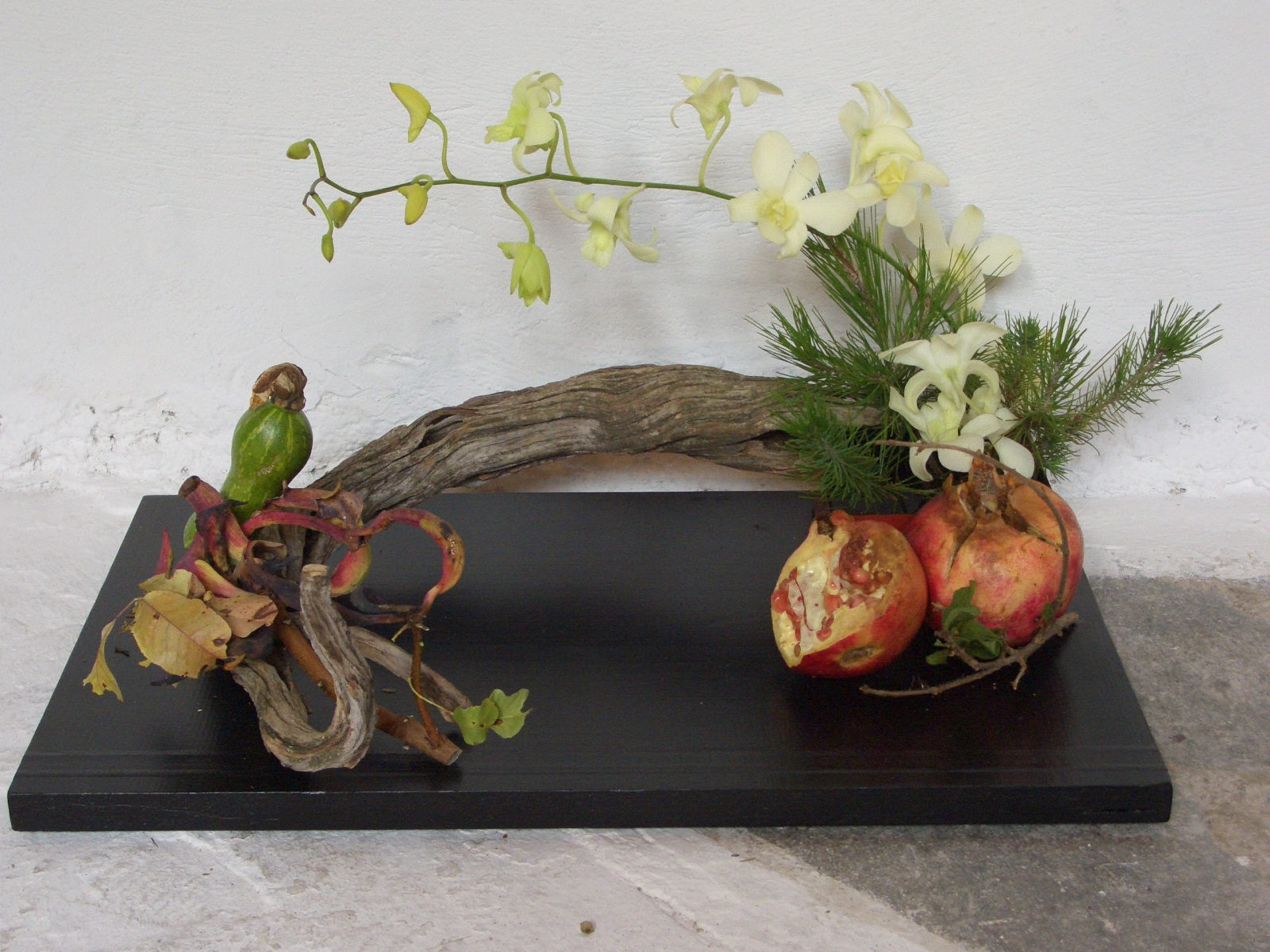
Ikebana

A legenda szerint ugyanis a Tejút átellenes partjain élő két elszakított szerelmes, a Szövőlány és a Pásztorfiú csillaga minden év hetedik havának hetedik napján egy éjszakára találkozik. Ezt a találkozást ünnepelték meg a korabeli Kínában, és ezzel együtt a Japán udvarban is a Nara korszak (VII. század) idején. Egy császári napló feljegyzései szerint 1416-tól 1443-ig minden év július 7-én tanabata-hóraku ünnepségen sort kerítenek virágrendezési kiállításra. Ugyanakkor mindezek hatására egyre többen kísérelték meg a virágokat művészi elrendezéssel pompás vázákba helyezni. Ezek a próbálkozások, váza és virág kompozíciója, alkotás és környezet közötti összhang megtalálása mind-mind odáig vezetett, hogy lassan kialakult az ikebanakészítés szabályrendszere és stílusa. Ezen kor alkotásait tatebanának nevezzük. A tatebana szó ikebanát jelent, de ez utóbbi kifejezés csak jóval később, a XVIII. században született meg, ami a vázával, virággal, növényi ágakkal létrehozott művészi alkotást jelenti. Az ikebanának ez volt az első meghatározása, mely nem a stílust, hanem csak magát az ikebanát jelentette. A tatebana volt az eső olyan virággal alkotott művészi alkotás, mely már önálló művészetként volt értelmezhető. Fő jellemvonása a tatebanának, hogy egy erőközpontba tömöríti a növényi ágakat és virágokat, ezzel szimbolizálva növény és ember akaratát, felfelé törekvő erejét.
A japán művészet alapja a természetszemlélet, ami szoros kapcsolatban áll a japán ember lelke és a természet között. Legérzékletesebb példa erre a japánkertek kialakítása, mely által megfigyelhető, hogy a természet ilyen irányú szemlélete milyen  
mértékben formálja az embert. A kertész a természet törvényeit figyelembe véve alkotja meg és formálja a kertet, ahol a vad valóság él harmóniában a növényekkel. A japán kertépítés átérzése magas érzékenységet hordoz magában, egyik fontos momentuma a természettel való lényegi átszellemülést. A japán emberek számára a művészet egyenesen arányos a természettel és a levegővel, mert ezek nélkül az ember sem létezhet. Mindezek dolgok miatt Japánban a kert, a lakás berendezése, ikebana, írás, teaszertartás, festészet és még az emberi attitűd is művészet. Európában a festészet a kertet egyetlen pillanatban ábrázolja és adja vissza ünnepi hangulatában, amíg Japánban az öröklét bármely pillanatában önálló, és ugyanakkor létező világként ábrázolja és jeleníti meg a kertet úgy, hogy a megfestett valóság beleolvadjon a környezetbe. Ezen ábrázolásokban a kert elkülöníti a külső világot a művészi mondanivalótól. A Felkelő Nap országában a természet belesimul a mindennapok harmóniájába, mert a festményeknek nincsen külön keretük. A képek nagy része falra függeszthető, úgynevezett tekercskép (kakemono).
Az európai keret csillogása a képtől teljesen külön testesül meg, a környezet és a festmény külön értelmezhető, elkülöníti a szépséget, és bezárja egy térbe. Ezzel magyarázható az, hogy a japán művészek a finom, vékony, szinte észrevehetetlen falécet választották alkotómunkájuk kezdeteként és végeként. Ahová kerül a festmény, ott mindig jár a levegő, odasüt a nap, és szabad kijárás nyílik a kertre, mely által állandó kapcsolat van az ember és a természet között. Japánban a régi lakásoknak egységes tere van a környezettel, hiszen a kert szinte egybenyílik a szobákkal, a szellős folyosó pedig átmenet. A japánkerteket csak annyira alakítják át az alkotók, amennyire a természet maga engedi.
Az európai ember számára a kert nem más, mint „az ember szolgálatába állított természeti tér”, hiszen az európai ember a természet meghódítására törekszik, a természet mesterséges megformálása is az ember érdekében történik. Japánban ez a fajta megformálás csak jelképes lehet, ezért mindig törekednek a valóság hű megőrzésére, csak annyit és úgy formálnak a kerten, amennyit a természet enged és kínál nekik a tökéletesítésre. Elismerik, hogy maga a vad természet még nem művészet, ugyanakkor hiszik, hogy a mélyben munkáló erőkön csak akkor lehet alakítani és úgy a kertésznek, ha a példát magából a természetből veszi. Ebben rejlik a virágrendezés, azaz az ikebana művészetének alapgondolata is.
A kertkultúra a szigetországban már az 5-6. századtól kezdve együtt fejlődött az építőművészettel, és ennek hatására fokozatosan kialakult egy meghatározott stílus, melynek alapszabályait mindenki köteles volt követni és megőrizni. A 7. századtól Indiából Kínán és Koreán keresztül érkezett Japánba a buddhista tan, amely új vallás magával hozta a kelet emberének másfajta művészetszemléletét, és amely lényegében aligha különbözött a japán szemléletmódtól, mégis érte valamennyi behatás. A sintó hitnek (Japán ősi természetvallása) egyes elemei egybeolvadtak a buddhista tanokkal, s mindezek hatására a természet iránti rajongás beépült a vallási szertartásokba is. Már a 11. században a kertépítés módszerét és annak esztétikai követelményeit szent könyv foglalta magába. Ez a szent könyv azt tartalmazta, hogy a japánkert a természet lényegének megértésén és átélésén alapszik, vagyis komoly lelki és szellemi átlényegülés nélkül senki ne kezdjen el kertépítéssel foglalkozni, „hiszen a kert nem más, mint a nagy természet számtalan parányi temploma.”
A 18. század ikebana-történet egyik legkiválóbb művésze Ikenobó Szenkó volt. Történeti feljegyzés készült róla, mely igen jellemzően mutatja be az ikebana-művész állandó szellemi készenlétét:
Egy alkalommal Ikenobó vendégségben volt, amikor vendéglátója kérésére ikebanát készített. Elegendő viráganyag hiányában azonban a házigazda egyetlen moha fedte gallyat adott a művésznek és egy vázát.
„Ikenobó a különös szépségű mohos gallyat minden változtatás nélkül a vázába helyezte, majd kimonójába nyúlt, s egy tiszta papírba burkolt repkényjuhar ágat vett ki kebléből, s mint valami féltett, különleges kincset, illesztette azt is a vázába, pompás, szép ikebanát varázsolva a két növény s a váza együtteséből a házigazda s a vendégek nagy gyönyörűségére, majd hangtalanul távozott. Később, visszaemlékezve erre az alkalomra, elmondta barátainak, hogy azt a repkényjuhar-ágat harminc éven át hordta magával, tűnődve annak egyetlen, igazi felhasználási lehetőségén, s éppen az a pillanat teremtette meg a várva várt alkalmat, amikor a művész a rőzsekötegből kiemelt, mohos gallyat meglátta.”
Ez a történet példázza az ikebana-művészetnek a megszületését is. 

## Vallásos eredete
Vallásos eredete egészen a 8. századig nyúlik vissza. A monda szerint a szerzetesek összeszedték a viharok által letört ágakat, gallyakat, virágokat és vízbe helyezték, hogy a növények életét meghosszabbítsák, melyek díszül szolgáltak szobraiknak, oltáraiknak is. A díszeknek neveket is adtak, melyek a jelenkori ikebana ősei. 
A buddhizmus Japánba történő megérkezése után az ikebana a 15. és 16. században más japán művészetekkel együtt tovább fejlődött. Ebben az időszakban főleg buddhista papok, szerzetesek és férfi arisztokraták művelték, így az ikebana férfiak által uralt művészeti ág volt. Csak a 18. században vált általánosan elterjedt, népszerű szabadidős tevékenységgé.
A fiatal japán fiúk nevelésének elengedhetetlen része volt az virágrendezés művészetének elsajátítása. Az ikebana kompozíció a nyugati virágkötészettől eltérően nem a tömeggel hat, hanem inkább az üres terekkel dolgozik. Színekben visszafogott, kevés anyaggal próbál erős kompozíciós hatást elérni. A szimmetria helyett inkább a kiegyensúlyozott aszimmetriát alkalmazza, mellyel a természet teljességét szimbolizálja. A teljesen kinyílt virágot ritkábban használja, főleg bimbót, rügyező, vagy száraz ágat, száraz levelet alkalmaz, ezzel is az élet változását, és a mulandóságot jelképezve.
A legősibb típusú elrendezés a grafikus hatású ág arányait veszi alapul, mely meghatározza a kompozíció terét. Ez a tartóedény magasságának és szélességének összegének másfélszerese, a szimmetriatengelytől 10°-15°-kal hajlik el. Ehhez kapcsolódik a földet szimbolizáló elhajló ág, mely a szimmetriatengellyel 60°-75°-ot zár be. Kettőjük közé kerül a szimmetriatengelytől 45°-os elhajlásban  

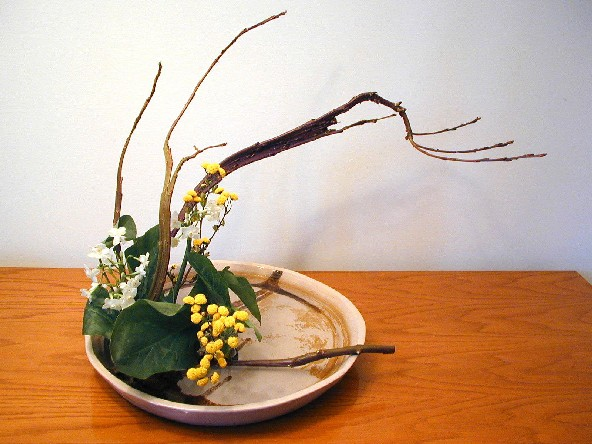
Ikebana

az ég és a föld között cselekvő ember jelképe. Ennek magassága a főág háromnegyede, míg a földet szimbolizáló ág ennek háromnegyede. A közéjük helyezett levelek, virágok a kompozíció alsó harmadában foglalnak helyet.
Ezt az elrendezést a későbbi formák vezérelvként fejlesztették tovább. A legkorábbi stílus, a rikka buddhista templomok díszeként szolgált magas vázákban, égbetörő kompozíciókkal. Az első komoly ikebana iskolát ebben a stílusban hozták létre. Mikor az ikebana a 18. században a teaszertartások részévé vált, az intimebb nageire stílus került előtérbe. A nageire stílus egyszerűbb, ahol a szellem és a szépség összhangja válik fontossá. Ez a kinyílt virág és az eldőlésből feltekintő bimbó párbeszéde. E kettőt ötvözi a 19. században kialakított szeika stílus, mely ünnepélyességben nem ér fel a rikkával, de gazdagabb, mint a nageire. Formájában már európai virágok is előbukkannak.
Az ikebana kompozíciók bronz-, kerámia- vagy faedényben kapnak helyet. Ezek is részesei a virágrendezésnek. A különböző dőlésszögeket biztosító peckek (kenzanok) itt kapnak helyet, ezt teszik lapos edénybe vagy akár vázába.
Az ikebana-kompozíciót bárki elkészítheti. A lényeg a változékonyságon alapul, egy-egy kompozíció ugyanis egy virág pótlásával hasznavehetetlen. Ez alkotóját folyton arra ösztökéli, hogy újabb és újabb növényeket fedezzen fel, ha korábban gyomnak is hitte őket. A növényeket tápláló vizet nehéz cserélgetni, ezért gyakran tartósító sót tesznek bele vagy gyakran vágják az alsó részeket, hogy minél tovább ékei legyenek a szobának. Valódi művészeti értéket azonban komoly tanulások és gyakorlások árán lehet elérni. Az ikebana stílusok mára már kevésbé szigorúak, de a valódi, tradicionális művészetet végző mesterek gyakorlatilag már egy szál növény állásából is meg tudják határozni, mely stílusban készült a kompozíció, ha azt egy másik mester készítette.
Egy mestermű komoly jelentésekkel bír, minden egyes növénynek megvan a szimbolikus jelentése, mely nem csak a fajból, fajtából, de a nyílási állapotból, a növények elhelyezéséből és egymáshoz viszonyulásukból is fakad.

## Hogyan készül az ikebana?
Az alábbi szempontokat mindig tartsuk szem előtt:
- Kövessük a „természet rendjét”
- Tisztázzuk az alapelvet

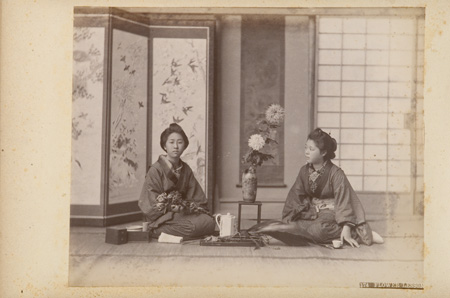
Adolfo Farsari: A virágok elrendezése

- A természetben burjánzó növények alapvetően három fő vonzáskörbe sorolhatók:
  - földhatás (alsó ágaknál, kúszóleveleknél)
  - légkörhatás (magasabb ágakon)
  - éghatás (csúcsokon: felfelé törekvő akarat)

- A kiválasztott növény meghatározza a vázát és annak színét

- Láthatatlan középpont
- Arány és egyensúly megtartása
- A három főág alkotta tér szerepe (el kell távolítanunk a növényről minden felesleges, halott vagy elhervadt részt, a növény természetét meg kell figyelni és megismerni)

## Kapcsolódó szócikk
- Japánkert